# Rue de la Montagne-de-la-Fage
Pour les articles homonymes, voir Rue de la Montagne.
La rue de la Montagne-de-la-Fage est une rue du 15e arrondissement de Paris.

## Situation et accès
Elle se trouve en face du parc André-Citroën.

## Origine du nom
Elle porte le nom de la montagne de la Fage, un sommet des Cévennes.

## Historique
La voie est créée dans le cadre de l'aménagement de la ZAC Citroën-Cévennes sous le nom provisoire de « voie AZ/15 » et prend sa dénomination actuelle le 10 avril 1989. 